# План (село)
 План  —  село в Неверкинском районе Пензенской области. Административный центр  Планского сельсовета.

## География
Находится в юго-восточной части Пензенской области на расстоянии приблизительно 5 км на юго-запад от районного центра села Неверкино.

## История
Упоминается с 1765 года как село Архангельское, Воронцовка тож, Симбирского уезда, где освящена вновь построенная церковь, построенная графом Воронцовым. Название План стало употребляться официально не ранее 1795 году как имение видного государственного деятеля Семена Романовича Воронцова (1744-1832). В новом названии отражен чертеж, по которому помещику межевали землю. В 1795 году – село Архангельское, Воронцова слобода тож, 158 дворов, 518 ревизских душ. В 1859 году в селе церковь, ярмарка, базар. Перед отменой крепостного права помещиком показан князь Семен Михайлович Воронцов (1823-1882). В 1859 году показано 1050 ревизских душ крестьян. В 1877 – волостной центр, 763 двора, церковь, лавки, 2 постоялых двора, 2 ярмарки, базар. В 1886 построена новая деревянная Троицкая церковь. В 1911 году – волостной центр, церковь, 2 земские школы, ярмарка. В советское время работал колхоз «Память Ильича». В 2004 году – 255 хозяйств.

## Население
| 1750 | 1795  | 1859  | 1911  | 1926  | 1939  | 1959  |
| ---- | ----- | ----- | ----- | ----- | ----- | ----- |
| 974  | ↗1036 | ↗2116 | ↗3473 | ↘3414 | ↘2428 | ↘1459 |
| 1979 | 1996  | 2004  | 2010  |       |       |       |
| ↘826 | ↘816  | ↘623  | ↘561  |       |       |       |

### Известные жители
- Иванов, Филипп Антонович (1871—1957) — предприниматель, горный инженер; статский советник (1916).
- Шафров, Александр Филиппович (1909—1988) — старший лейтенант, Герой Советского Союза (1943).